# Tim Mayer
Pas d'image ? Cliquez ici
Timothy Mayer (plus connu sous le nom de Tim Mayer) était un pilote automobile américain, né le 22 février 1938 à Scranton (Pennsylvanie), et décédé le 28 février 1964 à Longford (Australie).

## Biographie
Tim Mayer entame sa carrière sportive en 1959. Rapidement, il passe à la monoplace, dans des épreuves de Formule Junior, au sein d'une structure montée par son frère ainé Teddy Mayer, et où il fait équipe avec Peter Revson, un autre grand espoir du sport automobile américain.
En 1962, après sa participation au GP des États-Unis au volant d'une Cooper, il part poursuivre sa carrière en Europe. En 1963, intégré à l'écurie officielle Cooper de Formule Junior (alors dirigée par Ken Tyrrell), Tim impressionne suffisamment pour être choisi par Cooper pour devenir le coéquipier de Bruce McLaren dans le championnat du monde de Formule 1 1964. En attendant, son futur coéquipier l'invite fin 1963 à rejoindre l'Océanie pour y disputer la série Tasmane (un championnat hivernal très relevé) au sein de la toute nouvelle écurie McLaren, qui engage des Cooper. Les débuts du jeune Mayer sont encourageants et confirment son beau potentiel, mais le 28 février 1964, il se tue dans une séance d'essais sur le tracé de Longford en Australie.

## Résultats en championnat du monde de Formule 1
| Saison | Écurie             | Châssis | Moteur                  | Pneus  | GP disputés | Points inscrits | Classement |
| ------ | ------------------ | ------- | ----------------------- | ------ | ----------- | --------------- | ---------- |
| 1962   | Cooper Car Company | T53     | Climax 4 en ligne turbo | Dunlop | 1           | 0               | n.c.       |